# Danielle Rauen
Danielle Rauen (São Bento do Sul, 18 de dezembro de 1997) é uma mesatenista paralímpica brasileira.
Danielle conquistou a medalha de bronze nos Jogos Paralímpicos de Verão de 2016 no Rio de Janeiro, representando seu país na categoria Classes 6-10 por equipes.

## Biografia
Danielle nasceu em São Bento do Sul, no estado de Santa Catarina. Ela tem artrite reumatoide juvenil, uma doença que causa atrofia nos músculos, e recebeu o diagnóstico aos 4 anos de idade. Desde os 6 anos, faz tratamento no Hospital Pequeno Príncipe. Começou a jogar tênis de mesa aos 9 anos, e o esporte serviu como uma forma de tratamento, auxiliando-a a manter controle motor mais rigoroso. A doença é incurável, e em 2017 Danielle fazia sessões de quimioterapia biológica a cada 28 dias para estabilizar a degeneração nas articulações.
Por se destacar na modalidade, foi convocada para a seleção brasileira paralímpica em 2013. Se mudou para São Paulo para treinar, superando a saudade da família e focando em seus sonhos. Disputou o Parapan de Jovens, na Argentina, e obteve a medalha de prata. Danielle disputa o tênis de mesa na classe 9. As classes 6-10 são para andantes, em oposição às classes 1-5, para cadeirantes.
Dois anos depois, competiu nos Jogos Parapan-Americanos de 2015 em Toronto. Venceu todas as suas partidas, inclusive a final contra a também brasileira Jennyfer Parinos, e se tornou campeã.
Já recebeu apoio da Bolsa Atleta, Bolsa Pódio, e do Time São Paulo. Tem um estilo de jogo clássico defensivo, e usa empunhadura clássica, com preferência pela mão direita.

### Atleta paralímpica
Danielle participou dos Jogos Paralímpicos de Verão de 2016, ocorridos no Rio de Janeiro, em duas modalidades de tênis de mesa: Tênis de Mesa Individual feminino - classe 9, e Tênis de Mesa Por equipes feminino - classes 6-10.
Na modalidade por equipes, ocorre uma disputa pela melhor de três partidas. Danielle formou equipe junto com Jennyfer Marques Parinos e Bruna Costa Alexandre. Derrotaram a Alemanha por 2 a 0, perderam para a Polônia por 2 a 0, e na disputa pelo terceiro lugar derrotaram a Austrália também por 2 a 0, conquistando a medalha de bronze.
Na modalidade individual, Danielle começou a fase de grupos no Grupo B, com duas vitória e uma derrota. Passou para as semi-finais, onde enfrentou a chinesa Lina Lei, sendo derrotada por 3 a 0, e foi para a disputa de terceiro lugar. Nesta partida enfrentou a polonesa Karolina Pek, que saiu vitoriosa após o resultado apertado de 3 a 2, deixando Danielle em quarto lugar.

### 2017-2019
Em 2017, recebeu o troféu de melhor atleta do tênis de mesa, durante cerimônia do Prêmio Paralímpicos 2017 pelo Comitê Paralímpico Brasileiro.
Disputou os Jogos Parapan-Americanos de 2019, repetindo a vitória de quatro anos antes, e se sagrou bicampeã.

### Paralimpíada de Tóquio
Danielle voltou a disputar o tênis de mesa dos Paralimpíadas de Tóquio, ocorridas em agosto e setembro de 2021. Disputou novamente na modalidade Tênis de Mesa Individual feminino - classe 9, e também na nova Tênis de Mesa Por equipes feminino - classes 9-10.
Na modalidade individual, Danielle ficou no grupo A, e estreou com vitória. Nos outros jogos, teve duas derrotas, encerrando sua participação nesta rota após três partidas. Na modalidade em grupo, repetiu sua participação com Jennyfer e Bruna. Venceram a Turquia por 2 a 1, perderam para a Polônia por 2 a 0, e dividiram com a China a medalha de bronze.

### 2023
Em março de 2023, disputou o Aberto do Brasil de Tênis de Mesa, vencendo suas três primeiras partidas, com 3 a 0 sobre Allana Maschio, 3 a 1 sobre Jennyfer Parinos, e 3 a 0 sobre Karina Bezerra.
Danielle foi convocada para os Jogos Parapan-Americanos de 2023, a serem realizados em Santiago, no Chile.

## Vida pessoal
Danielle é descendente distante de Johann Rauen, alemão que aportou no Brasil em 1828, e prima distante do jornalista Carlos Rauen, que cobriu uma de suas partidas em Tóquio.